# Arturo Pérez-Reverte

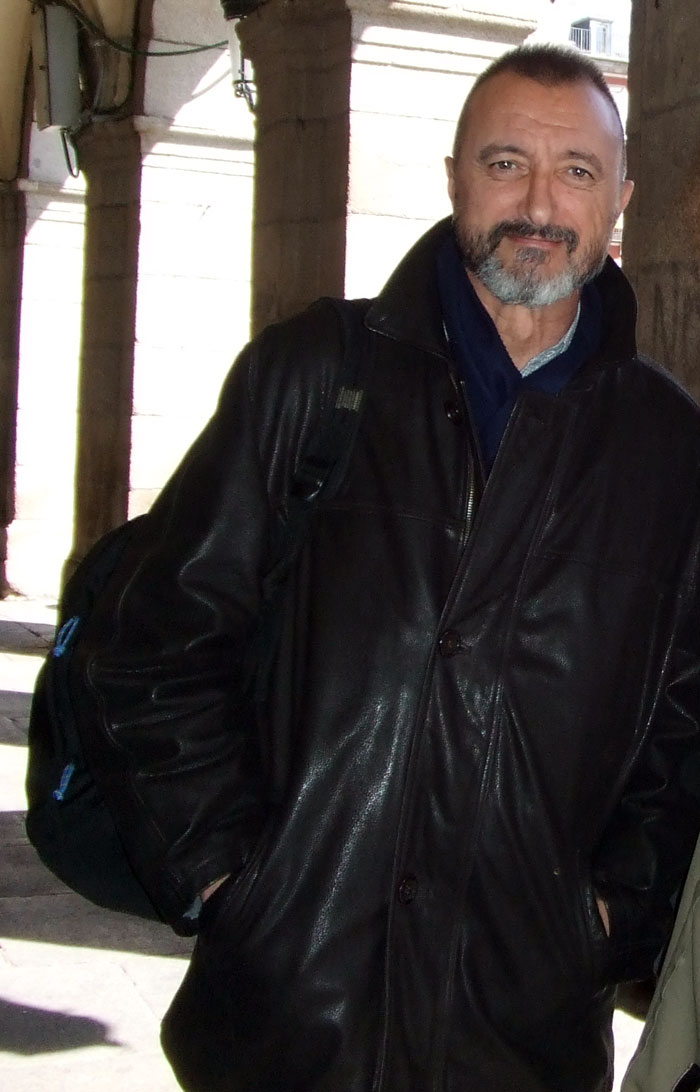
Arturo Pérez-Reverte (2008)

Arturo Pérez-Reverte Gutiérrez (* 25. November 1951 in Cartagena, Spanien) ist ein spanischer Journalist und Schriftsteller.

## Leben und Werk
Pérez-Reverte begann als Journalist und arbeitete als Korrespondent in verschiedenen Ländern Afrikas für die Tageszeitung Pueblo und für den staatlichen Fernsehsender TVE (Televisión Española). Seit 1991 schreibt er regelmäßig Kolumnen in der Zeitschrift El Semanal, einer Wochenendbeilage, die in 25 spanischen Tageszeitungen erscheint.
Er ist einer der meistübersetzten spanischen Autoren weltweit. Sein wohl bekanntestes Werk Der Club Dumas wurde 1999 von Roman Polański als Die neun Pforten mit Johnny Depp verfilmt, wobei die Handlung stark vereinfacht wurde. Des Weiteren wurde der 1993 mit dem Grand prix de littérature policière ausgezeichnete Roman Geheimnis der schwarzen Dame mit Kate Beckinsale unter dem Namen Geheimnisse (engl. Uncovered) verfilmt.
1996 erschien der erste Band der in Spanien außerordentlich populären Alatriste-Reihe, die im Spanien des frühen 17. Jahrhunderts angesiedelt ist. Titelheld dieser „Mantel-und-Degen“-Geschichten ist Diego Alatriste, ein Veteran der spanischen Infanterie, der legendären „tercios“, der sich als Detektiv, bezahlter Killer und Söldner durchschlägt. Seine Abenteuer werden aus der Perspektive seines Burschen, Íñigo Balboa, erzählt. Interessant sind die Romane, da einerseits der Verfall des spanischen Weltreiches zum Ende des sogenannten „Goldenen Zeitalters“ (Siglo de Oro) reflektiert wird und andererseits fiktive Figuren und reale historische Personen vermischt werden. Zum Beispiel trifft sich Diego Alatriste regelmäßig mit dem Dichter Francisco de Quevedo in einer Taverne Madrids. Im Jahr 2006 wurde die Alatriste-Reihe mit Viggo Mortensen in der Hauptrolle für die Leinwand adaptiert. In seinen Büchern finden sich immer wieder, wie auch bei Balzac, Querverbindungen zu seinen anderen Romanen, in denen er z. B. das Bild, das im Geheimnis der schwarzen Dame eine Hauptrolle spielt, als Poster in Jagd auf Matutin auftauchen lässt.
Arturo Pérez-Reverte war zwei Jahrzehnte lang Reporter für TVE und berichtete von den Kriegsschauplätzen der Welt, u. a. aus Afrika und von den Balkankriegen. Mit seinen Fernsehbeiträgen aus den Krisenzonen prägte er eine Form der TV-Berichterstattung, die mit persönlichem Risiko verbunden war, ihn beim breiten Publikum bekannt machte und zahlreiche Nachahmer fand. Die Erlebnisse seiner Etappe als Kriegsreporter hat er in Territorio Comanche und dem 2006 veröffentlichten Roman Pintor de Batallas einfließen lassen.
2013 erschien sein Roman Dreimal im Leben (El tango de la Guardia Vieja, 2012), den er zwanzig Jahre zuvor zu schreiben begonnen hatte und der „eine ganze Reihe von autobiografischen Details und Mustern“ enthält.
Seit 2003 ist Pérez-Reverte Mitglied (académico de número) der Real Academia Española.
Im Jahre 2015 erschien der Roman Hombres buenos, in der Arturo Pérez-Reverte die Geschichte zweier Männer erzählt, die als Mitglieder der Real Academia Española im späten 18. Jahrhundert – so der Bibliothekar Don Hermogenes Molina und der Admiral Don Pedro Zarate – von ihren Akademiekollegen den Auftrag erhielten, nach Paris zu reisen, um Zugang zur Gesamtausgabe der Encyclopédie ou Dictionnaire raisonné des sciences, des arts et des métiers von Denis Diderot und Jean-Baptiste le Rond d’Alembert zu erhalten, welche im Königreich Spanien verboten war.
In den Artikeln, die er jeden Sonntag in der Zeitschrift XLSemanal veröffentlicht, übt er scharfe Kritik an Postmoderne, politischer Korrektheit, Gender-Ideologie, Neoliberalismus, Neokonservatismus, kritischer Pädagogik, der Europäischen Union, Massentourismus, inklusiver Sprache und Woke Denken. Er bekräftigt, dass die politische Korrektheit ihren Ursprung im angelsächsischen Puritanismus hat.

## Auszeichnungen
- 1993: Grand prix de littérature policière für Le tableau du maître flamand (Original: La tabla de Flandes)
- 1995: Palle-Rosenkrantz-Preis für Dumasklubben (Original: El Club Dumas)
- 1999: Finnischer Krimipreis für Yhdeksäs portti (Original: El Club Dumas)
- 2008: Premio Gregor von Rezzori für die ital. Ausgabe von Der Schlachtenmaler (Original: El pintor de batallas)
- 2014: CWA International Dagger – Bester ins Englische übersetzte Kriminalroman der britischen Crime Writers’ Association für The Siege (Original: El asedio)
- 2025: Benennung eines Asteroiden nach ihm: (37777) Pérez-Reverte

## Werke (Auswahl)

### Erzählungen
- Territorio Comanche. Un relato. Ollero & Ramos, Madrid 1996, ISBN 84-7895-025-7 (EA Madrid 1994).
- Cabo Trafalgar. Un relato naval. Santillana, Madrid 2005, ISBN 84-204-6717-0.

### Romane
Alatriste-Reihe
Die ersten drei Teile der Alatriste-Reihe sind in Deutschland zu einem Band zusammengefasst als „Alatriste“ erschienen.
Die Teile vier und fünf erschienen in dem Band „Das Gold des Königs“.
- El capitán Alatriste. 1996.
  - deutsch: Hauptmann Alatriste.
- Limpieza de sangre. 1997.
  - deutsch: Reinheit des Blutes.
- El sol de Breda. 1998.
  - deutsch: Die Sonne von Breda.
- El oro del rey. 2000.
  - deutsch: Das Gold des Königs.
- El caballero del jubón amarillo. 2003.
  - deutsch: Der Ritter mit dem gelben Wams.
- Corsarios de levante. 2006.
- El puente de los asesinos. 2011.

Falcó - Reihe
- Falcó, 2016
  - deutsch: Der Preis, den man zahlt, Insel Verlag, Berlin 2017, ISBN 978-3-458-36375-0
- Eva, 2017
  - deutsch: Der Tod, den man stirbt, Insel Verlag, Berlin 2018, ISBN 978-3-458-17764-7
- Sabotaje, 2018
  - deutsch: Das Los, das man zieht, Insel Verlag, Berlin 2019, ISBN 978-3-458-17821-7

Einzelwerke
- El húsar. Editorial Akal, Tres Cantos 2002, ISBN 84-460-1876-4  (EA Madrid 1986).
- El maestro de esgrima. Alfaguara, Madrid 2007, ISBN 978-84-204-7248-5 (EA Madrid 1988).
  - deutsch: Ein Stich ins Herz. Insel-Verlag, Berlin 2014, ISBN 978-3-458-36009-4 (früherer Titel Der Fechtmeister).[7]
- La tabla de Flandes. Alfaguara, Madrid 2007, ISBN 978-84-204-7269-0 (EA Madrid 1990).
  - deutsch: Das Geheimnis der schwarzen Dame. Ullstein, München 2002, ISBN 3-548-60197-9 (EA Reinbek 1994)[7]
- El club Dumas. Alfaguara, Madrid 2000, ISBN 84-204-8388-5 (EA Madrid 1993).
  - deutsch: Der Club Dumas List, Berlin 2012, ISBN 978-3-548-60511-1 (EA Stuttgart 1995)[7]
- La sombra del águila. Alfaguara, Madrid 2001, ISBN 84-204-8132-7 (EA Madrid 1993).
- Cachito. Un asunto de honor. Alfaguara, Madrid 1995, ISBN 84-204-2899-X.
- La piel de tambor. Alfaguara, Madrid 1996, ISBN 84-204-8201-3.
  - deutsch: Jagd auf Matutin. btb-Verlag, München 2007, ISBN 978-3-442-73721-5[7]
- La carta Esférica. Santillana, Marid 2000, ISBN 84-204-4170-8.
  - deutsch: Die Seekarte. List, München 2003, ISBN 3-548-60274-6[8]
- La Reina del Sur. Alfaguara, Madrid 2002, ISBN 84-204-6435-X.
  - deutsch: Königin des Südens. List, Berlin 2003, ISBN 3-548-60433-1[9]
- El pintor de batallas. Alfaguara, Madrid 2006, ISBN 84-204-6998-X.
  - deutsch: Der Schlachtenmaler. btb-Verlag, München 2009, ISBN 978-3-442-73935-6[8]
- Un día de cólera. Alfaguara, Madrid 2008, ISBN 978-84-204-7280-5.
- Ojos azules. Seix Barral, Barcelona 2009, ISBN 978-84-322-4322-6.
- El asedio. Alfaguara, Madrid 2010, ISBN 978-84-204-0555-1.
- El tango de la Guardia Vieja. Alfaguara, Madrid 2012, ISBN 978-84-204-1309-9.
  - deutsch: Dreimal im Leben. Insel Verlag, Berlin 2013, ISBN 978-3-458-17580-3.[10] (gekürztes Hörbuch: Burghart Klaußner (Spr.), der Hörverlag, München 2013, ISBN 978-3-8445-1285-4, MP3-Download)
- Hombres buenos. Alfaguara, Barcelona 2015, ISBN 978-84-204-0324-3.
- La guerra civil contada a los jóvenes. Alfaguara, Madrid, 2015
- Los perros duros no bailan. Alfaguara, Madrid, 2018
- Sidi. Alfaguara, Madrid, 2019
- Línea de fuego. Alfaguara, Madrid, 2020
- El italiano. Alfaguara, Madrid, 2021

### Artikel und Kolumnen
- Patente de corso. Articulos 1993–1998. Santillana, Madrid 2000, ISBN 84-204-8350-8 (EA Madrid 1998).
- Con ánimo de ofender. Articulos 1998–2001. Alfaguara, Madrid 2006, ISBN 84-204-4310-7 (EA Madrid 2002).
- No me cogeréis vivo. Articulos 2001–2005. Alfaguara, Madrid 2005, ISBN 84-204-6943-2.
- Cuando éramos honrados mercenarios. Artículos 2005–2009. Alfaguara, Madrid 2009, ISBN 978-84-204-0506-3.
- Obra Breve. 2001.

### Sachbücher
- La construcción de una novela. „El tango de la Guardia Vieja“. Alfaguara, Madrid 2013.

## Verfilmungen
Kino
Der Titel des Romans auf dem die Verfilmung basiert ist in Klammern angegeben.
- 1992: The Fencing Master (Der Fechtmeister)
- 1994: Geheimnisse (Das Geheimnis der schwarzen Dame)
- 1995: Cachito (Cachito: Un asunto de honor)
- 1997: Dem Tod auf der Spur (Territorio Comanche)
- 1999: Die neun Pforten (Der Club Dumas)
- 2006: Alatriste (Alatriste und Das Gold des Königs)
- 2007: La carta esférica (Die Seekarte)
- 2009: Quart (Fernsehserie) (Jagd auf Matutin)
- 2017: Oro

Fernsehreihe
- 2011: Reina del Sur, Telemundo
- 2014: Alatriste, Tele 5 und Arte.[11]
- 2016: Queen of the South, USA Network